# Dacrymyces novae-zelandiae
Dacrymyces novae-zelandiae är en svampart som beskrevs av McNabb 1973. Dacrymyces novae-zelandiae ingår i släktet Dacrymyces och familjen Dacrymycetaceae.   Inga underarter finns listade i Catalogue of Life.